# John Martínez
Martínez  Montero est un nom espagnol. Le premier nom de famille, en général paternel, est Martínez ; le second, en général maternel, souvent omis, est Montero.
Pour les articles homonymes, voir Martínez.
John Edilberto Martínez Montero, né le 13 mai 1983 à Sogamoso, est un coureur cycliste colombien, membre de l'équipe Coldeportes-Zenú.

## Repères biographiques
En août 2013, John Martínez remporte la première étape du Clásico Club Deportivo Boyacá. Il règle un petit groupe de quatre coureurs, formé dans la descente de la dernière difficulté du jour. Martínez remporte là sa première victoire (en individuel) depuis 2008 et la deuxième étape de la Vuelta a Cundinamarca. Le dernier jour, John Martínez ne peut résister à Pedro Herrera qui profite du contre-la-montre en côte pour s'imposer (Martínez échoue à la sixième place).
En novembre 2017, John Martínez annonce officiellement quitter le haut niveau après une quinzaine d'années de vélo. Au service de l'intérêt collectif, dans les différentes formations où il a milité, cela lui a valu la reconnaissance des directions techniques et de ses coéquipiers.

## Palmarès sur route
- 2005
  - 1re étape du Tour de l'Équateur
- 2009
  - 1re étape du Clásico RCN (contre-la-montre par équipes)
- 2012
  - 3e étape du Tour de Bolivie (contre-la-montre par équipes)
- 2013
  - 3e du Tour de Bolivie

## Classements mondiaux
| Année            | 2014 |
| ---------------- | ---- |
| UCI America Tour | 156e |